# دان رايتر
دان رايتر (29 سبتمبر 1967، آن أربر، ميشيغان) عالم سياسي أمريكي. هو حاليا  بروفسور في قسم العلوم السياسية بجامعة إيموري. 

## التعليم
حصل رايتر على درجة البكالوريوس مع مرتبة الشرف في العلوم السياسية من جامعة نورث وسترن عام 1989، وعلى درجة الدكتوراه في العلوم السياسية من جامعة ميتشيغان عام 1994.  كان زميلًا ما بعد الدكتوراه لجون إم أولين في الأمن القومي بجامعة هارفارد من 1994 إلى 1995.  

## المسيرة المهنية
لدى رايتر عدد من المقالات المنشورة في المجلات الرائدة التي استعرضها الأقران، بما في ذلك مراجعة علوم السياسة الأمريكية و السياسة العالمية.  حصل كتابه كيف تنتهي الحروب على جائزة أفضل كتاب لعام 2010 من الجمعية الأمريكية للعلوم السياسية.

## المؤلفات
بوتقة المعتقدات: التعلم والتحالفات والحروب العالمية (مطبعة جامعة كورنيل، 1996) الديمقراطيات في الحرب (مطبعة جامعة برينستون، 2002) الحرب الوقائية وبدائلها: دروس التاريخ (معهد الدراسات الاستراتيجية، الولايات المتحدة، كلية الحرب العسكرية، 2006) كيف تنتهي الحروب (مطبعة جامعة برينستون، 2009)

## روابط خارجية
- موقع دان رايتر
- دان رايتر في قسم العلوم السياسية بجامعة إيموري